# الحزب المستقل الجديد
الحزب المستقل الجديد هو حزب سياسي مصري مكون من أعضاء سابقين في الحزب الوطني الديمقراطي.
خاض الحزب الانتخابات البرلمانية المصرية 2011-2012.
كان في السابق جزءًا من تحالف العدالة الاجتماعية، رغم أنه انضم لاحقًا إلى تحالف نداء مصر.